# هاتوری کازوتادا
هاتوری کازوتادا (به ژاپنی: 服部 一忠 Hattori Kazutada)، هاتوری کوهیتا، هاتوری اومه مه نو کامی ; – ۱ ژانویهٔ ۱۵۹۵) سامورایی اهل ولایت اُواری در ژاپن بود. وی به همراه سپاه اودا نوبوناگا به عنوان سرباز مجهز به درازنیزه در نبرد اوکه‌هازاما علیه ایماگاوا یوشیموتو جنگید.